# Березняк, Александр Яковлевич
Алекса́ндр Я́ковлевич Березняк (1912—1974) — советский конструктор самолётов и ракет, руководитель «филиала ОКБ-155 по теме Б» (ОКБ-155-1, ныне — МКБ «Радуга»). Лауреат Ленинской премии и Государственной премии СССР. Заслуженный деятель науки и техники РСФСР. Доктор технических наук (1968).

## Биография
Родился 16 (29) декабря 1912 в селе  Бояркино Коломенского уезда, ныне Озёрского района Московской области.
С 1931 года работал в авиационной промышленности. После окончания в 1938 году МАИ работал в ОКБ В. Ф. Болховитинова.
Весной 1941 года Березняк, работавший начальником бригады механизмов, совместно с А. М. Исаевым начали разработку эскизного проекта истребителя с ЖРД, конструкции Л. С. Душкина. После одобрения проекта первый советский ракетный истребитель БИ-1 был построен в кратчайшие сроки и уже осенью 1941 года Б. Н. Кудрин произвёл на нём 15 полётов без двигателя, в режиме планера. Испытания самолёта были продолжены после эвакуации на Урал; первый полёт на опытном образце самолёта БИ-1 выполнил в 1942 году лётчик-испытатель Г. Я. Бахчиванджи. В серии БИ-1 не выпускался, так как продолжительность его полёта была слишком мала, а обслуживание и полёты самолёта с азотной кислотой в качестве окислителя было весьма опасным.
С 1946 года Березняк — заместитель главного конструктора ОКБ-2 Г. Рессинга. На заводе № 1 (ранее — № 458) в п. Иваньково (ныне город Дубна) велись разработка, изготовление и испытания экспериментального самолёта 346 с двухкамерным ЖРД с целью достижения околозвуковых скоростей.
12 октября 1951 года на основании приказа министра авиационной промышленности за № 1010 на заводе № 1 был организован филиал ОКБ-155 ((гл. конструктор А. И. Микоян) ) для работ по теме «Б» — создание крылатых ракет. Начальником этого филиала (позднее преобразованного в МКБ «Радуга») и заместителем главного конструктора был назначен А. Я. Березняк.
Получил 6 авторских свидетельств.
Умер 7 июля 1974 года в Дубне. Похоронен в Москве, на Введенском кладбище (уч. 29).

## Работы
Под руководством А. Я. Березняка разрабатывались и серийно выпускались крылатые авиационные ракеты против кораблей и наземных целей, а также морские противокорабельные и противолодочные ракеты, управляемые ракеты для самолётов фронтовой авиации и др.; велись работы по созданию экспериментального пилотируемого орбитального самолёта (ЭПОС) — прототипа «Бурана». 
- самолёт БИ-1, 1941, КБ Болховитинова;
- экспериментальный самолёт «346» с двухкамерным ЖРД, 1946, ОКБ-2 главного конструктора Г. Рессинга;
- экспериментальный самолёт «468» с трёхкамерным ЖРД и мотором АМ-5, 1948—1949;
- крылатая ракета КС (производство и доработка, в сотрудничестве с М. И. Гуревичем), 1951;
- крылатые ракеты КСР-5, К-10, Х-20, Х-22 (для Ту-22);
- гиперзвуковая ПКР Х-45 (для Т-4, Т-4М и Т-4МС);
- пилотируемые аналоги крылатых ракет МиГ-9Л (ФК), К, СДК-7, СМ-20, СМК;
- атмосферные аналоги орбитального самолёта ЭПОС системы «Спираль»;
- управляемые ракеты Х-28 (противорадиолокационная, 1973).

## Награды и звания
- Ленинская премия (1961)
- Государственная премия СССР (1970)
- Орден Ленина
- Орден Октябрьской Революции
- Орден Трудового Красного Знамени
- Пять медалей СССР
- Заслуженный деятель науки и техники РСФСР (1973)
- Доктор технических наук (1968)
- Почётный гражданин города Дубны (Московская область)

## Память
- Имя Березняка присвоено ГосМКБ «Радуга», у главного корпуса этого конструкторского бюро установлен бронзовый бюст памяти главного конструктора
- Одна из улиц г. Дубны носит имя Березняка
- Именем Березняка названа общеобразовательная школа № 1 в Дубне по ул. Макаренко
- На фасаде школы в селе  Бояркино, где учился Березняк А.Я., установлена мемориальная доска, а в школьном  музее размещены 2 стенда, посвященные Александру Яковлевичу